# Japanischer Garten

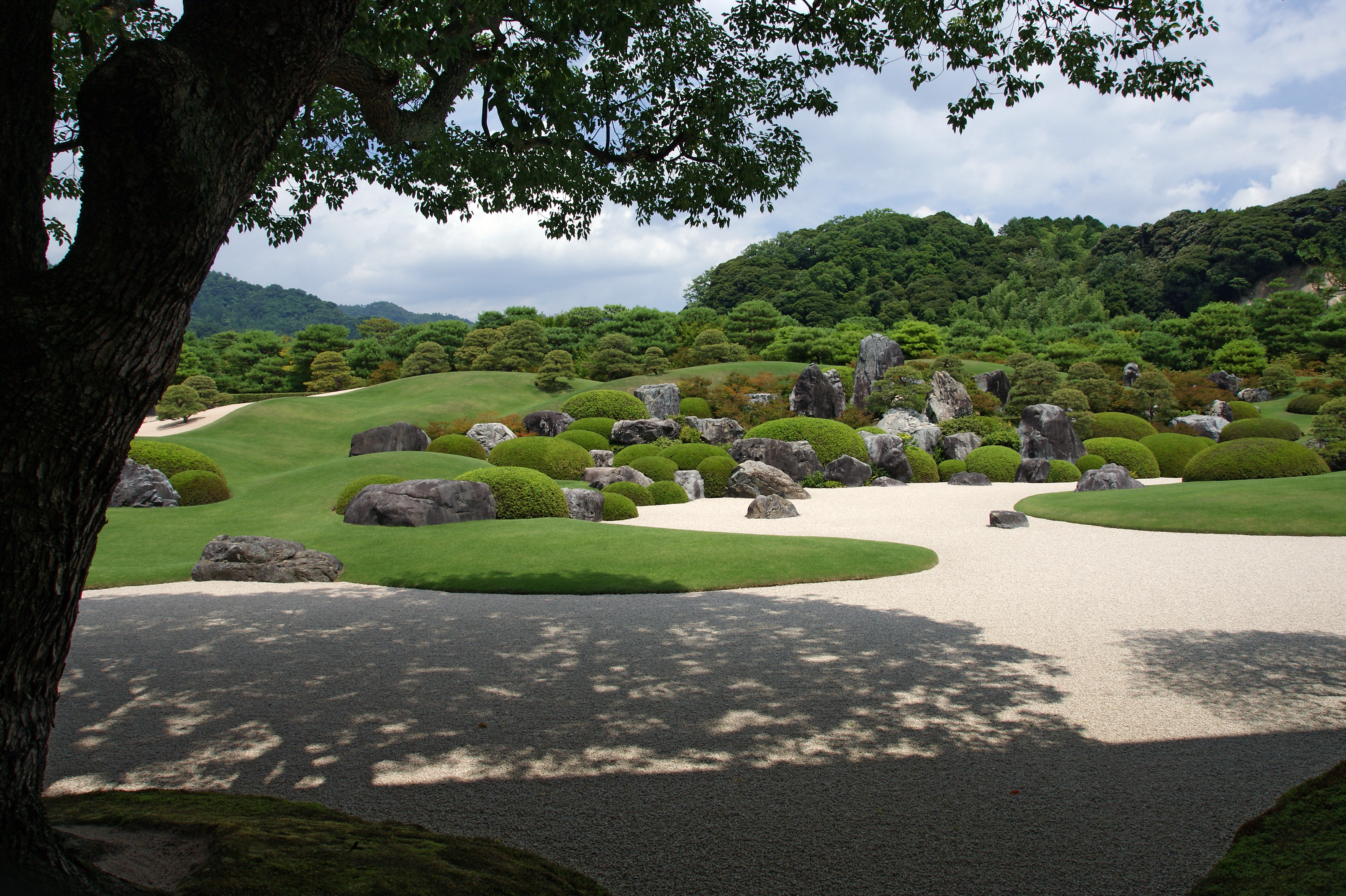
Der Garten des Adachi Museums, Yasugi, Präfektur Shimane

Japanische Gärten sind ein Ausdruck der japanischen Philosophie und Geschichte. Solche Gärten findet man teilweise auf Privatgrundstücken, in Stadtparks, bei buddhistischen Tempeln oder Shintō-Schreinen sowie an historischen Sehenswürdigkeiten wie alten Schlössern.
Eine Sonderform, der viele der berühmtesten japanischen Gärten angehören, ist der Zengarten im Kare-san-sui-Stil, bei dem auf Wasser und größere Pflanzen ganz verzichtet wird. Beliebt geworden sind diese Steingärten auch als Miniaturen in Form einer etwa dreißig Zentimeter breiten Kiste für den Schreibtisch. Beim Tsukiyama-Stil (künstliche Hügel) werden dagegen Berge von Steinen und kleinen Hügeln dargestellt, und ein Teich repräsentiert das Meer. Es handelt sich also praktisch um eine Miniaturlandschaft.

## Gartenaufbau
Japanische Gärten sind bis ins Detail geplant. Es ist nötig, sie richtig „lesen“ zu lernen. Neben dem theoretischen Wissen über ihre Gestaltung und die verwendeten Handwerkstechniken muss sich der Errichter des Gartens in den gegebenen Ort einfühlen, damit der Garten mit der Umgebung harmoniert.
Die Gärten sind so angelegt, dass ihre Besucher zahlreiche Entdeckungen machen können; so führt häufig ein Wechsel der Perspektive auf den Garten zu einem ganz anderen Eindruck der Anlage, was durch eine asymmetrische, dezentrale Anordnung erreicht wird. Ein Stilmittel sind auch unebene Wege, um den Besucher langsam und bewusst durch den Garten gehen zu lassen. Gerade Wege werden nur verwendet, um den Blick in eine bestimmte Richtung zu lenken. Je nach Gartentyp oder Einstellung des Besuchers kann man – anstatt herumzuschlendern – sich an einer Stelle niederlassen und den Garten eingehend betrachten und auf sich wirken lassen.

## Interpretationen

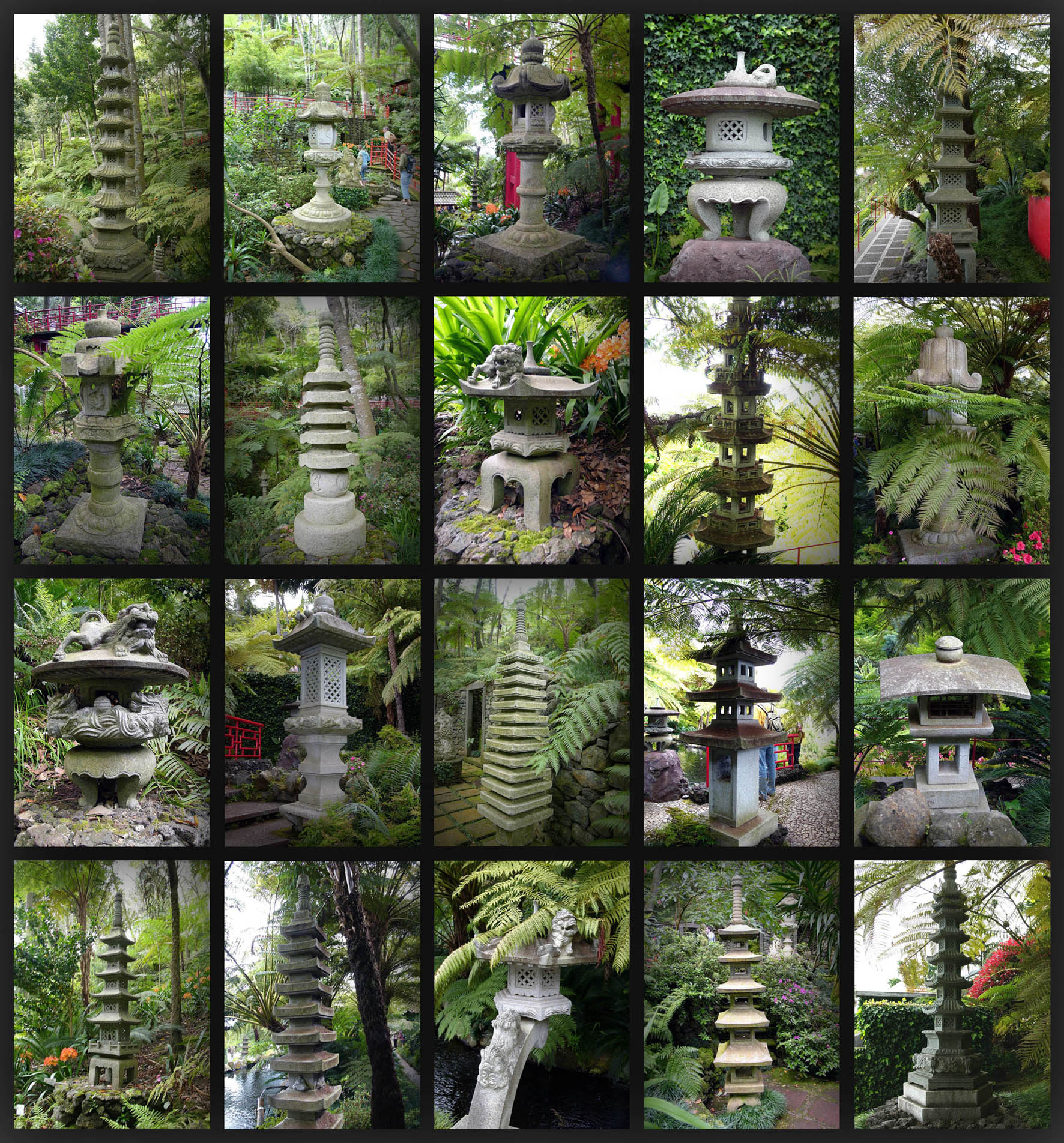
Steinlaternen im japanischen Teil des Monte Palace Tropical Garden auf Madeira

Der Betrachter eines Gartens kann verschiedene Elemente eines Gartens unterschiedlich interpretieren. Elemente können sowohl einzeln als auch in Kombination betrachtet und gedeutet werden. Trotz der genauen Planung gibt es aber keine strenge Vorgabe bei der Deutung. In Zengärten kommen besonders die vier Elemente Stein, Moos, Wasser und Baum vor, die letzten beiden jedoch nur in symbolischer Form.
Steine symbolisieren beispielsweise Tiere, die in die Natur eingebunden sind. Sie wurden jedoch auch vom Himmel herabsteigenden Göttern gewidmet. Das Wasser steht für Seen oder Ozeane, die auch über das Meer kommenden Göttern gewidmet sein können. Laut einer chinesischen Legende verwandelt sich ein Fisch, der einen Wasserfall hinauf gelangt, in einen Drachen. Dieser Drachentor-Wasserfall stellt in Japan ein Sinnbild für Erleuchtung (Satori) dar. Das Moos hält Feuchtigkeit am Boden und symbolisiert zugleich Alter, was in Japan dadurch auch Ehre bedeutet. Bäume sind das Symbol für das Leben. Sie können auch als Sinnbild für das Menschsein angesehen werden, da sie Teil eines Ganzen und zugleich individuell sind. Je nach gewünschtem Effekt können auch Bonsai eingesetzt werden.
Sand, Kies und speziell Granitkies, welcher nicht so schnell verweht, werden verwendet, um Wasser darzustellen. Mit geharkten Linien werden Wellen nachempfunden. Steine an einem Berg können als liegende Hunde, Wildschweine oder als Kälber, die mit ihrer Mutter spielen, aufgefasst werden. Bambus ist sowohl biegsam als auch standfest. Einzelne Abschnitte des Rohrs symbolisieren die Generationen. Pflaumen- und Kirschbäume blühen im Verlauf eines Jahres auf und verblühen wieder, wodurch Vergänglichkeit symbolisiert wird. Auch Formelemente von Hügeln, beschnittenen Hecken oder Seen können eigene Interpretationen ermöglichen.
Ähnlich wie die Gärten als Ganzes können Becken aus bearbeiteten Natursteinen die Einheit von kontrollierter und unkontrollierter Natur widerspiegeln. Ein weiterer möglicher Kontrast sind immergrüne Kiefern neben einem Pflaumenbaum, was den Dualismus von Augenblick und Ewigkeit darstellt. Es können sich auch Steinlaternen oder Teehäuser in die Landschaft einfügen.

### Sprache der Pflanzen
Manche Pflanzen ermöglichen weitere Deutungen, wenn man Homonyme ihrer Worte betrachtet. So sind Japanische Rotkiefern langlebig und immergrün, also beständig. Das japanische Wort hierfür ist dem Wort matsu (warten) ähnlich; eine mögliche Interpretation wäre das Warten auf den Geliebten. Das japanische Wort für Blumen lautet hana, was auch Schönheit heißen kann. Nadeshiko bezeichnet sowohl wilde Nelken als auch junge Mädchen (vgl. Yamato Nadeshiko).

## Geschichte

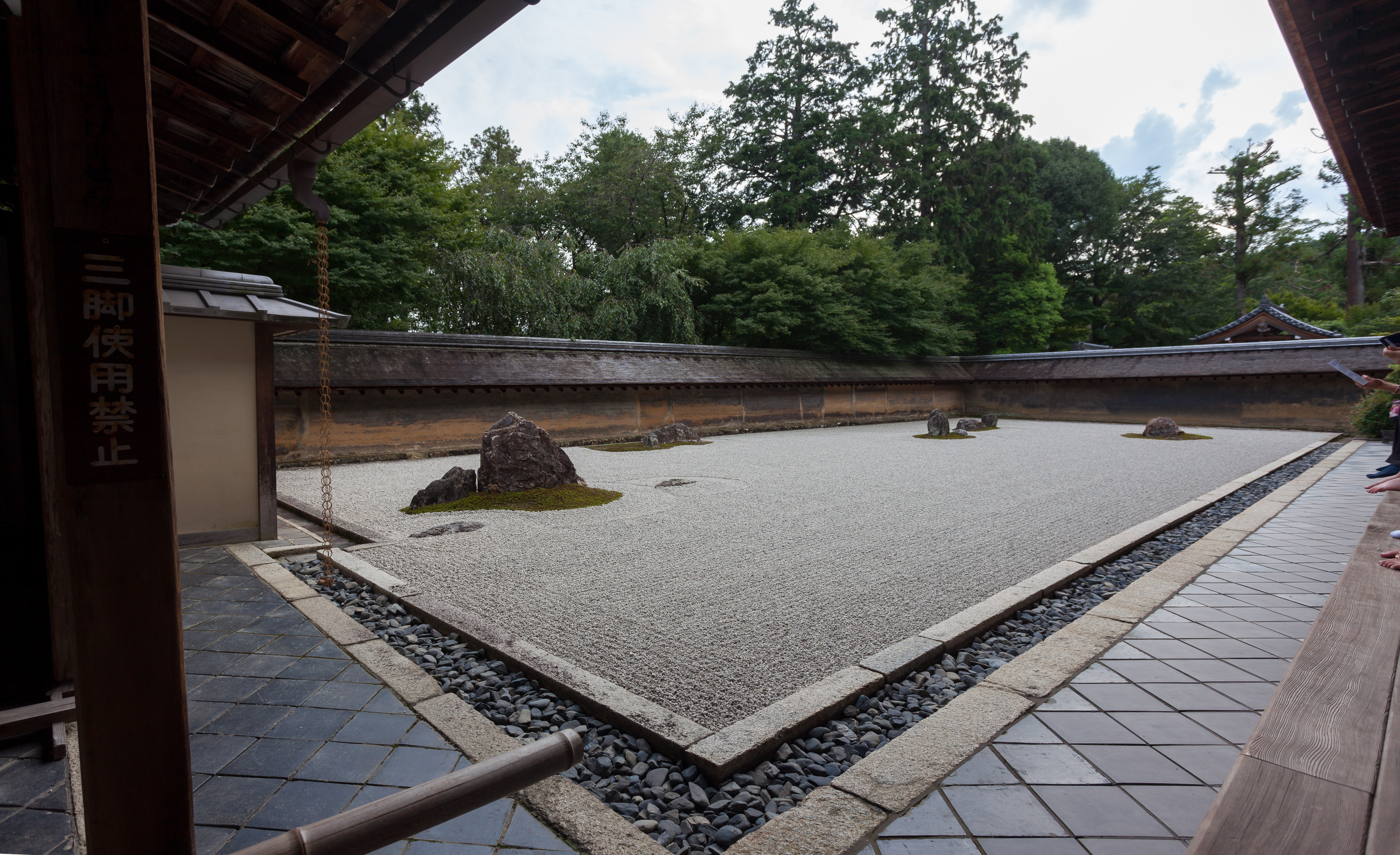
Der Zen-Garten im Ryōan-ji Tempel

Die Ursprünge der Zengärten liegen in den chinesischen Gärten um das Jahr eins herum, die auf den Taoismus und das Prinzip Yin und Yang zurückgehen. Um 612 hat ein Koreaner namens Shikomaro (was so viel wie hässlicher Maro bedeutet) in Japan Berühmtheit erlangt, weil er eindrucksvolle Gärten gestaltet hatte. Während der Nara-Periode (710 bis 794) begann eine freiere Umsetzung der Natur im Garten. In der Heian-Periode ab 794 bis 1185 waren die in dieser Zeit aufkommenden Dichter für die Gärten verantwortlich. Um 1000/1100 entstand auch der berühmte Ryōan-ji-Tempel. Dazu kam der Stil der Shoin-Architektur, durch den Gärten immer nur aus bestimmten Blickwinkeln betrachtet werden, nie aber der Blick aufs Ganze stattfindet.
Ab 1615, also während der Edo-Periode, sind die ersten hauptberuflichen Gärtner bekannt. So entstand in kurzer Zeit eine Spezialisierung für die kleinsten Details. Angeblich wurde Kyōto 1945 wegen der Gärten von Bomben verschont. Heute sind die Gärten wie in Kyōto grüne Inseln inmitten von modernen Großstädten, die ihre Tradition und ihre Ruhe aufrechterhalten.

### Nara-Zeit (710–794)
Nara, die damalige Hauptstadt, war eine getreue Nachbildung der chinesischen Hauptstadt – dementsprechend wurden auch die chinesischen Gartenanlagen exakt rekonstruiert. Rings um den kaiserlichen Palast entstanden eine Reihe von Landschaftsgärten.

### Heian-Zeit (794–1185)

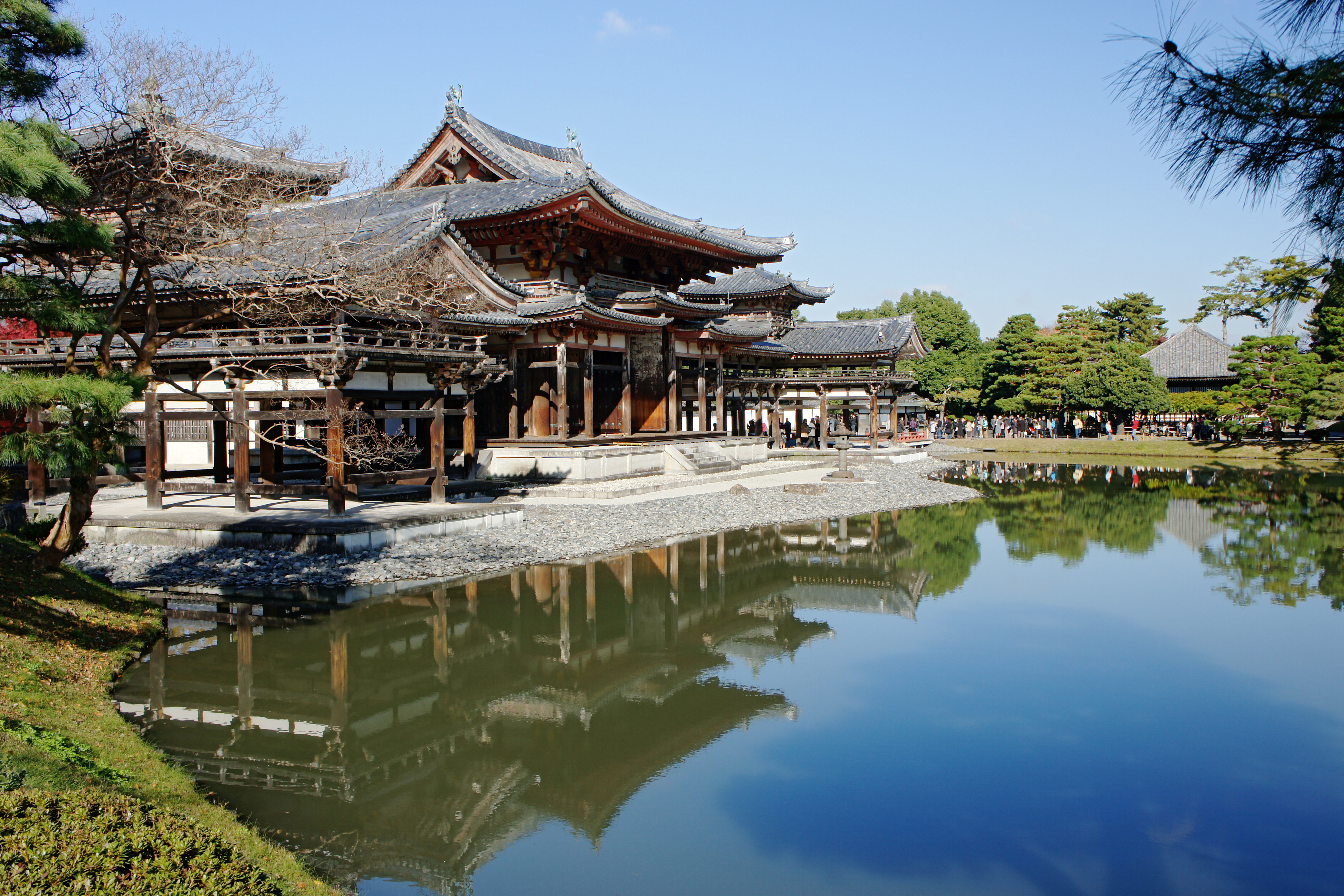
Byōdō-in (1052)

Während der Heian-Zeit, als die Hauptstadt nach Kyōto verlegt wurde, waren die japanischen Gärten stark von der chinesischen Gartenkunst beeinflusst, was kennzeichnend ist für den sogenannten Shinden-Stil. Sie sollten die kosmische Ordnung verdeutlichen, das Werden und Vergehen, den Kreislauf der Jahreszeiten. Vor allem aber dienten sie dem Vergnügen des Adels, der von einer Leidenschaft für alles Chinesische besessen war. Komplette Fischerdörfer wurden an künstlichen Seen errichtet, Kanäle erlaubten Bootsausflüge, man kostümierte sich chinesisch und rezitierte chinesische Lyrik. Die religiöse Bedeutung, die die Gartenkunst in China noch hatte, trat in Japan völlig in den Hintergrund. Heian-Gärten waren meist bunt, mit vielen Blumen und blühenden Sträuchern bepflanzt und luden zum Spazieren ein.

### Kamakura-Zeit (1185–1333)
Zu Beginn des 10. Jahrhunderts brachen die Beziehungen mit China ab, und als die neue Hauptstadt der Krieger-Regierung in Kamakura errichtet wurde, überwachte Minamoto Yoritomo selbst den Bau des Hauptgartens, der nun zum Kloster und nicht mehr zum Palast gehörte. Die Zeit der dekadenten Höflinge in Kyōto ging allmählich zu Ende. Eine neue Religiosität hielt auch in den Gärten Einzug. Die Ästhetik des Zen wurde durch reisende Mönche von China aus verbreitet und übte auf die Kunst und viele Lebensbereiche Japans einen enormen Einfluss aus. Der typisch japanische Shoin-Stil entwickelt sich. Seine Kennzeichen sind Asymmetrie, Kleinteiligkeit statt weitläufigen Landschaftskonzepten, Abstraktion.

### Muromachi-Zeit (1333–1573)
Vor allem die Tusche-Malereien der chinesischen Song-Zeit (960–1279) gaben neue Impulse für die Gartenkunst: Monochrom wie diese Landschaften sollten auch die Gärten sein. Die Perspektive wurde auf einen bestimmten Betrachtungspunkt hin konzipiert. Durch „künstliche Tiefe“, Verkürzungen oder farbliche Tricks (hell vor dunkel) wurde ein Raumeindruck hergestellt, der die Gärten oft größer erscheinen ließ, als sie tatsächlich waren. Die umgebende Mauer wurde meist dicht bepflanzt und dadurch unsichtbar.
Berühmte Beispiele der Muromachi-Zeit sind die Gärten von Saihō-ji (um 1339), Tenryū-ji (als Übergang vom Shinden- zum Zen-Stil, um 1343), der Garten des Goldenen Pavillons (oder Kinkaku-ji, 1397) und der Garten des Silberpavillons (oder Ginkaku-ji, 1484).

### Wandelgärten
Um 1600 mit dem Aufstieg der Daimyō entwickelte sich ein neuer Typ des Landschaftsgartens namens kaiyūshiki teien. Dieser zeichnet sich durch die großzügige Verwendung von Teichen aus, in denen sich Inseln befinden, die über Brücken oder Steinwege erreicht werden können. Zu diesem Typ gehören die Drei berühmten Gärten Japans: Kenroku-en, Kōraku-en und Kairaku-en.

### Steingärten
Nach dem Ōnin-Krieg lag Kyōto in Trümmern. Geld zur Errichtung neuer Gärten war nicht vorhanden. In den Tempeln, die nun ohne üppige Finanzierung durch Aristokratie und reiche Familien auskommen mussten, entwickelte sich um 1513 ein neuer, sehr reduzierter Stil: Kare-san-sui, der Trockengarten aus Steinen und Sand. Diese berühmten Zengärten dienen ausschließlich der Meditation.
Berühmt sind die Gärten der Tempel Daisen-in mit einem trockenen Wasserlauf und den Sandkegeln, und besonders Ryōan-ji, welcher mit seinen sorgfältig komponierten Steininseln auf geharktem Sanduntergrund von Offenheit, Weite und Asymmetrie bestimmt ist, obwohl er nicht viel größer ist als ein gewöhnlicher Tennisplatz. Durch den radikalen Verzicht auf Pflanzen (nur ein wenig Moos um die Steine herum wird zugelassen) bekommt die Anlage etwas Zeitloses, Abstraktes.

### Teegärten
Im Zusammenhang mit der Teezeremonie entwickeln sich nun auch Teegärten, die ganz eigene rituelle Aufgaben übernehmen. Rund um das Teehaus gilt es, eine Atmosphäre von Abgeschiedenheit von der Welt zu erzeugen, so dass die Teegäste zur Ruhe kommen können. Eine Wartebank und ein Wasserstein zum Reinigen der Hände gehört ebenso dazu wie das Tor, durch das man in den Teegarten eintritt und damit alles Weltliche zurücklässt. Die Bepflanzung mit dichtem Bambus oder Sträuchern erzeugt den Eindruck von Wildheit und Ursprünglichkeit.

## Galerie

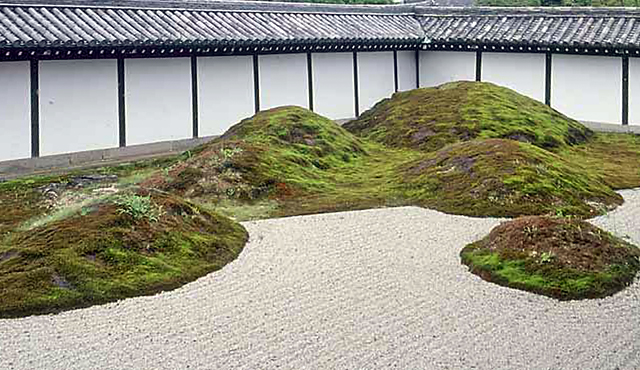
Kare-san-sui-Zengarten im Tōfuku-ji, Kyōto
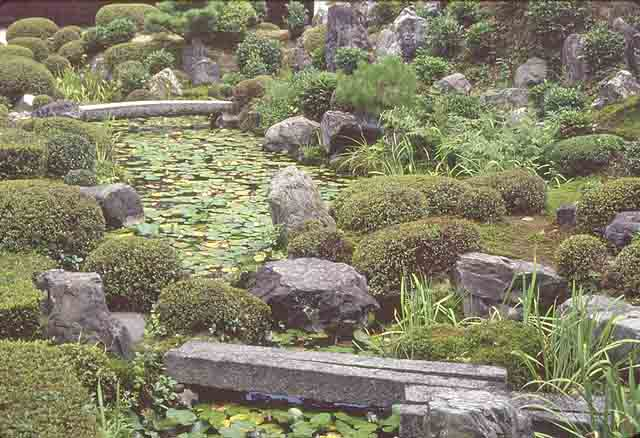
Tsukiyama-Garten im Tōfuku-ji
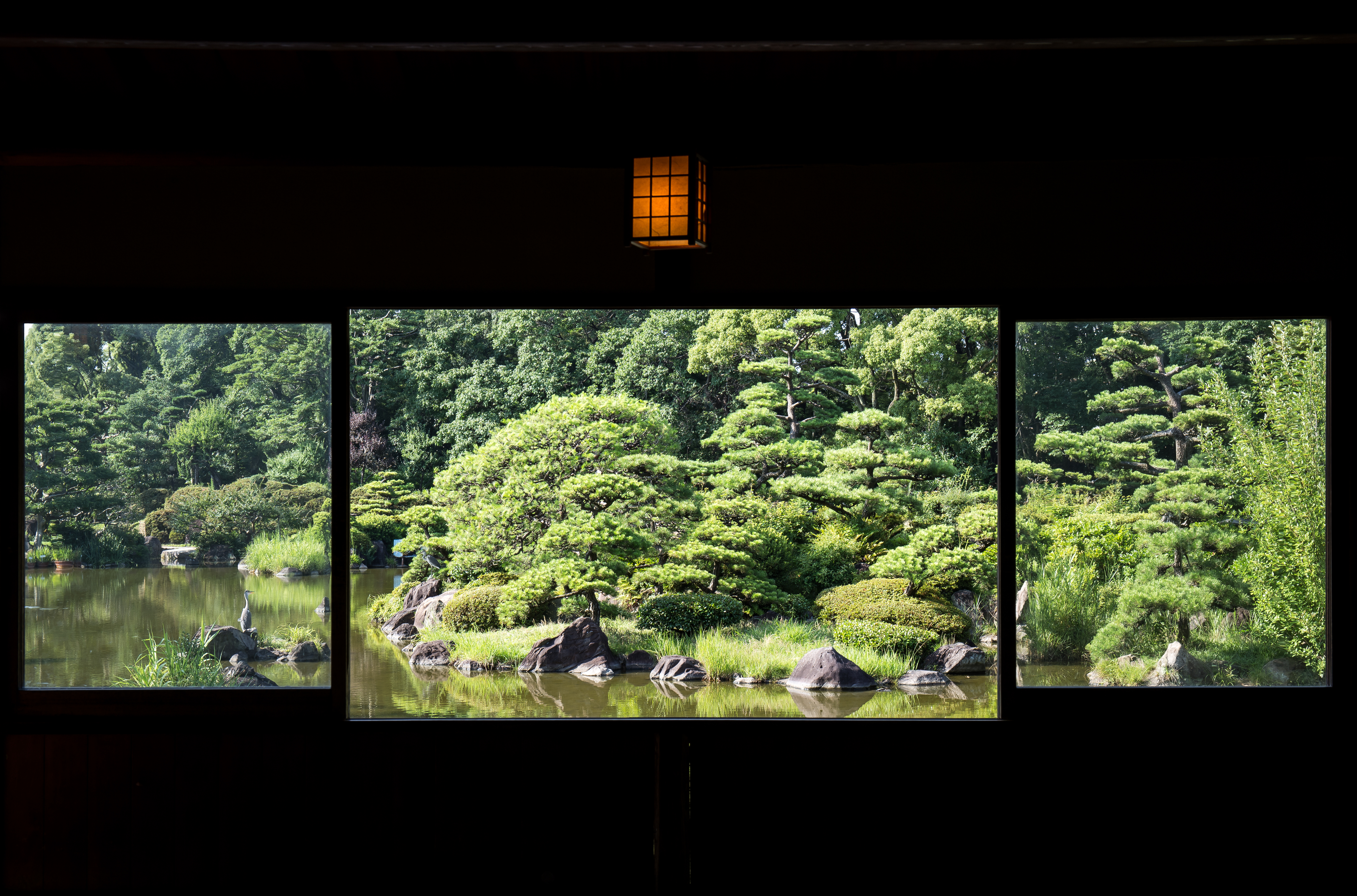
Blick aus dem Pavillon des Gartens Keitaku-en
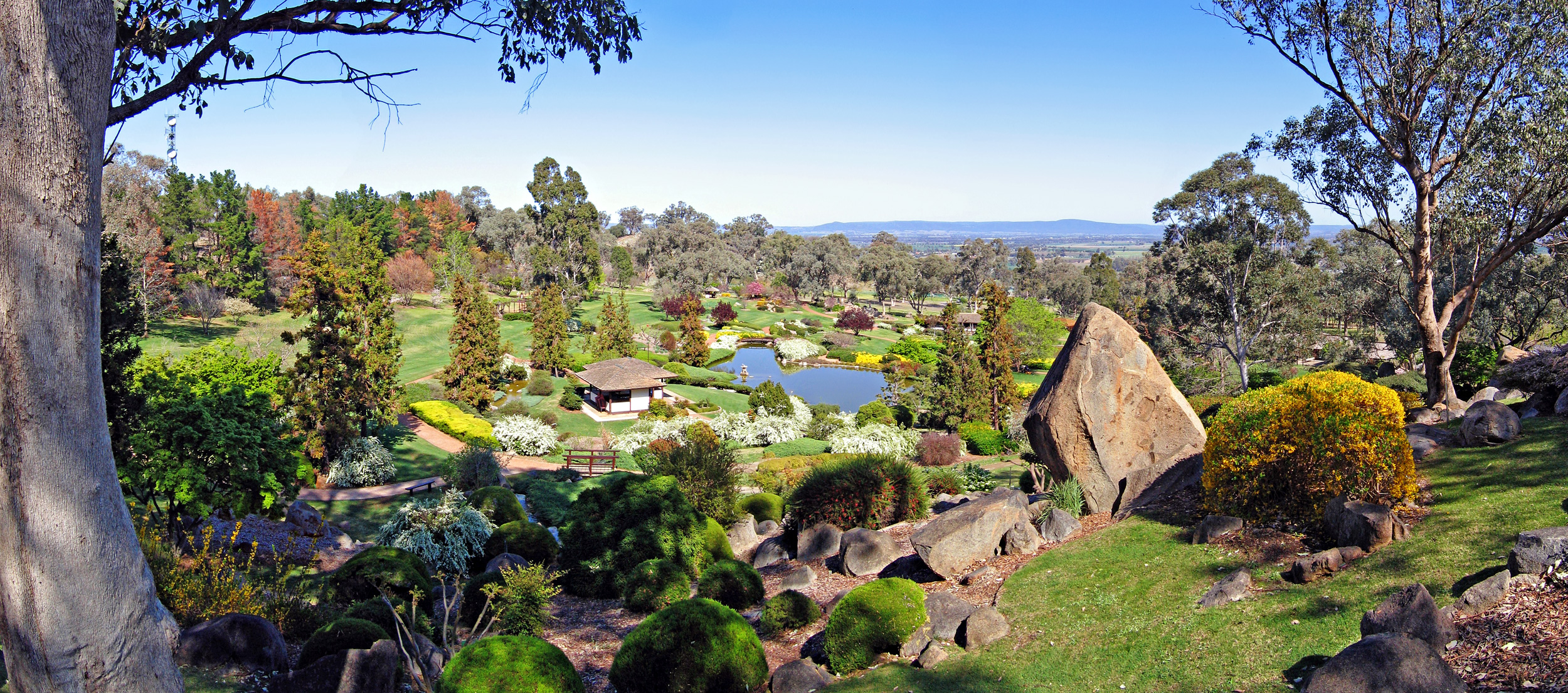
Japanischer Garten in Australien
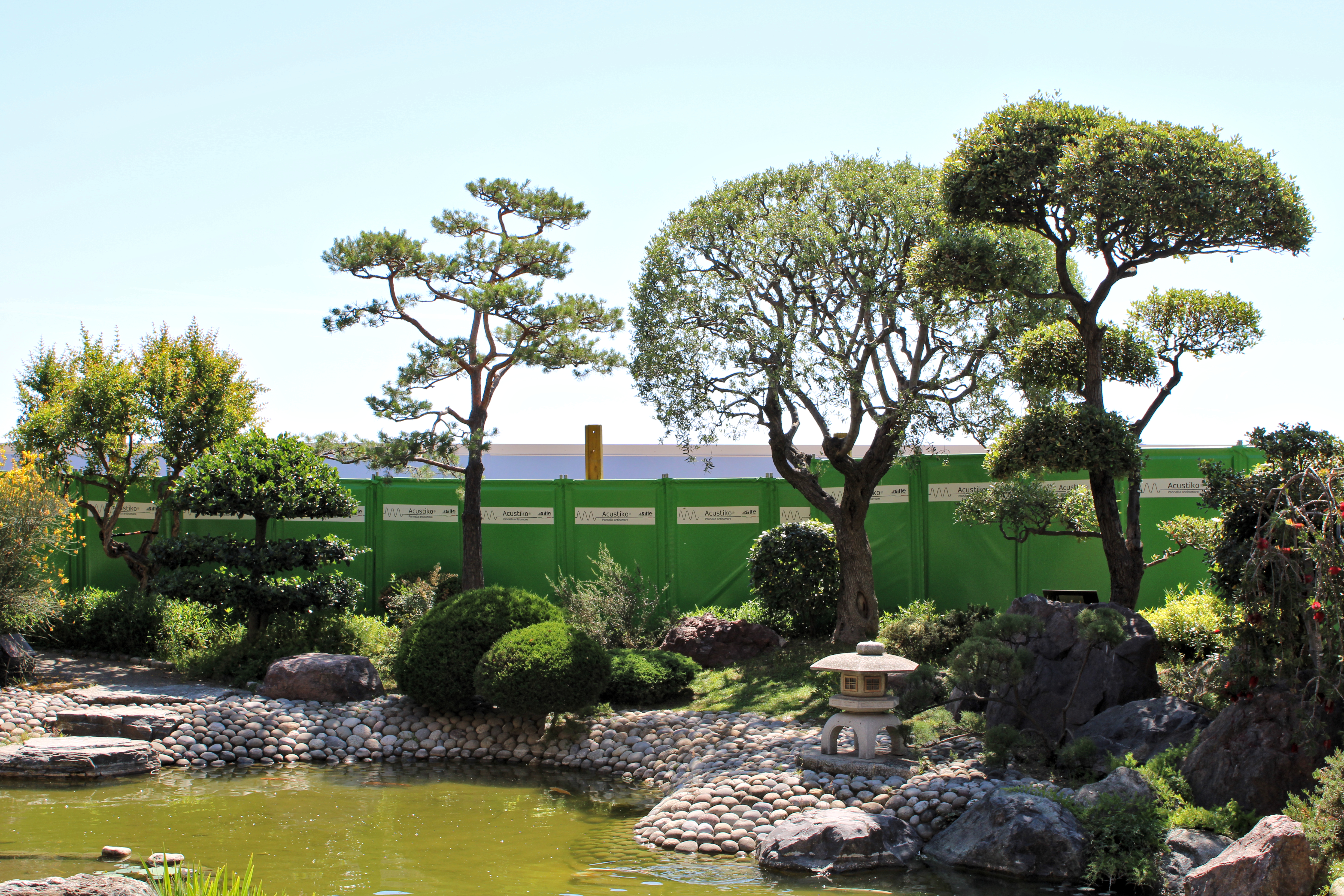
Jardin Japonais in Monaco
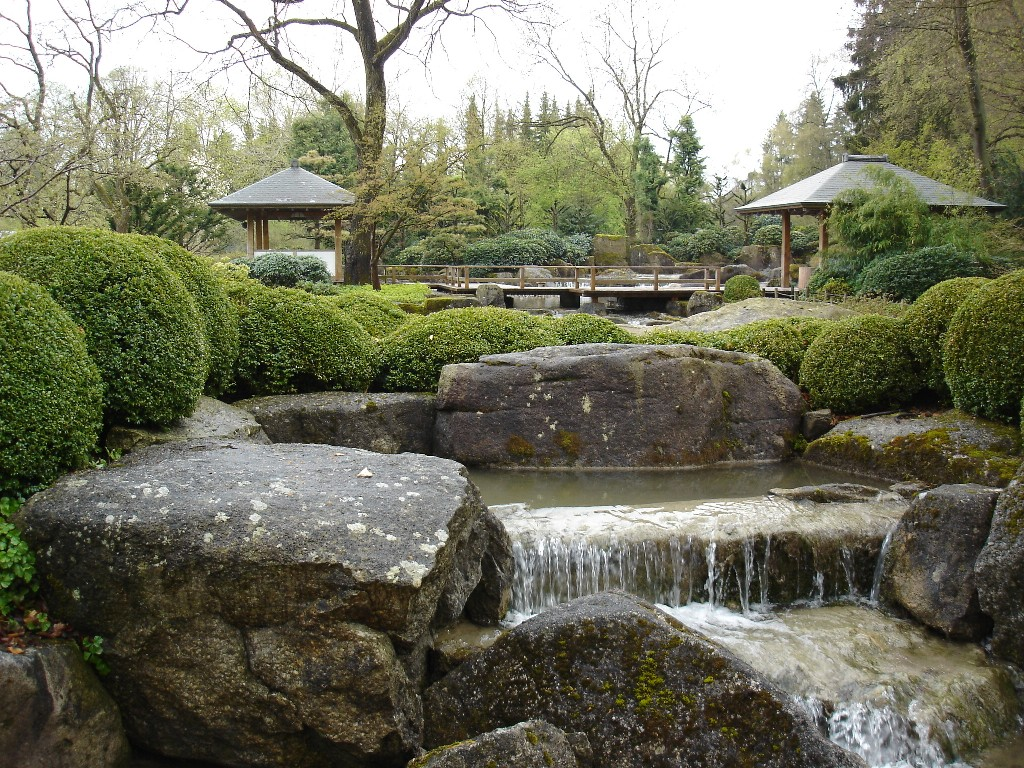
Japanischer Garten in Augsburg
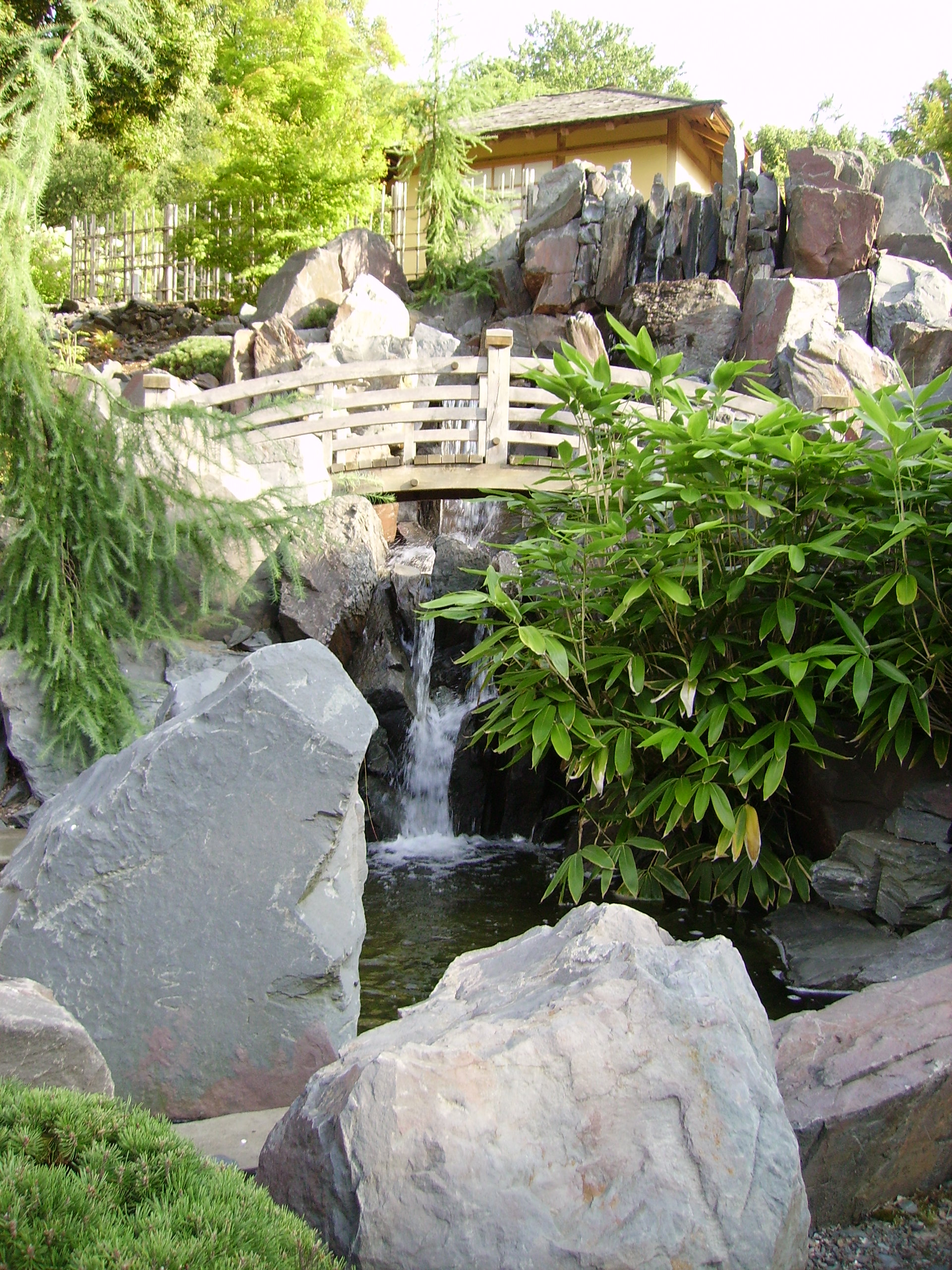
Japanischer Garten in Erfurt
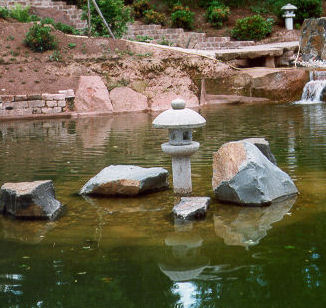
Japanischer Garten in Kaiserslautern
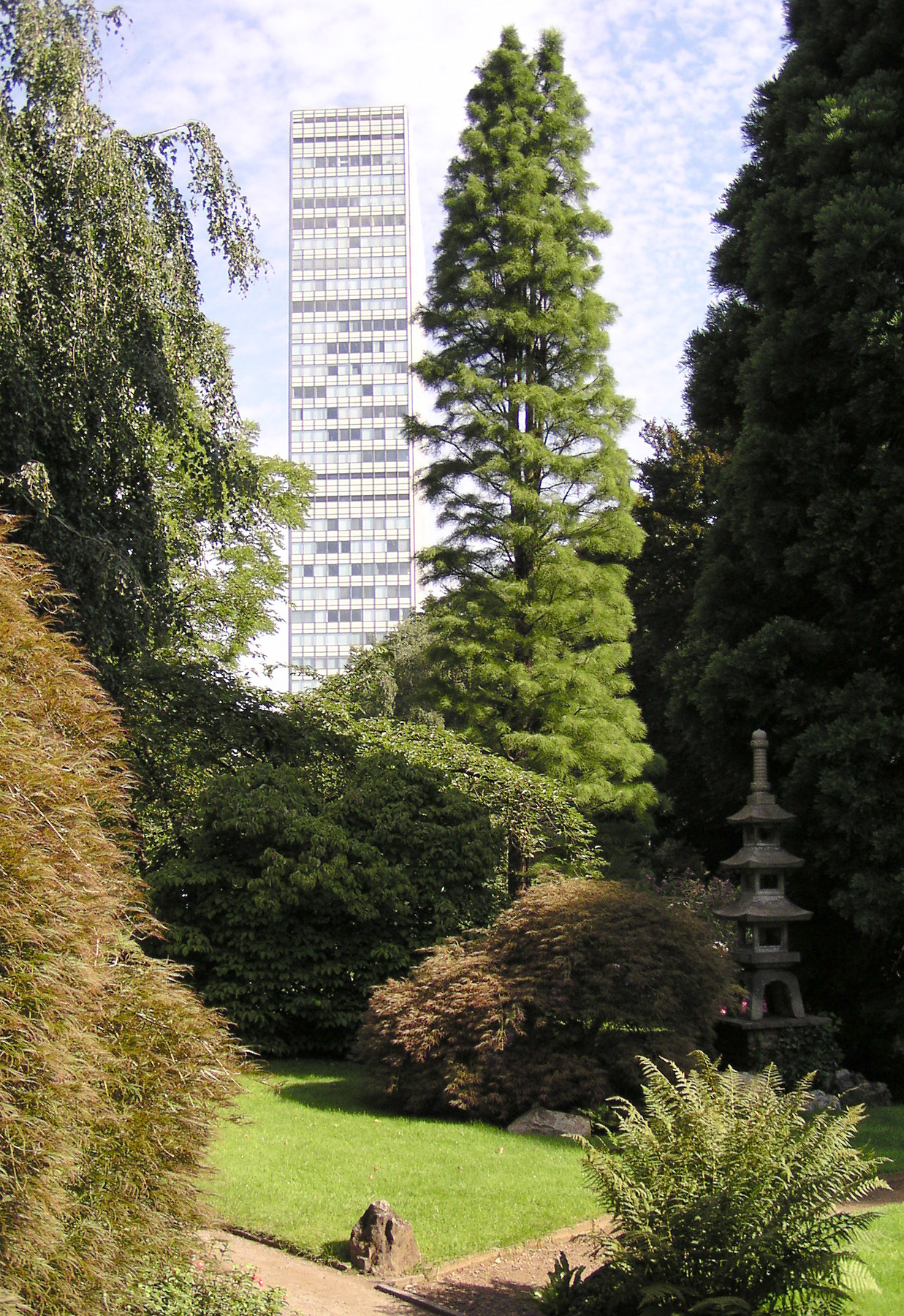
Blick aus dem jap. Garten zum Bayer-Hochhaus, Leverkusen
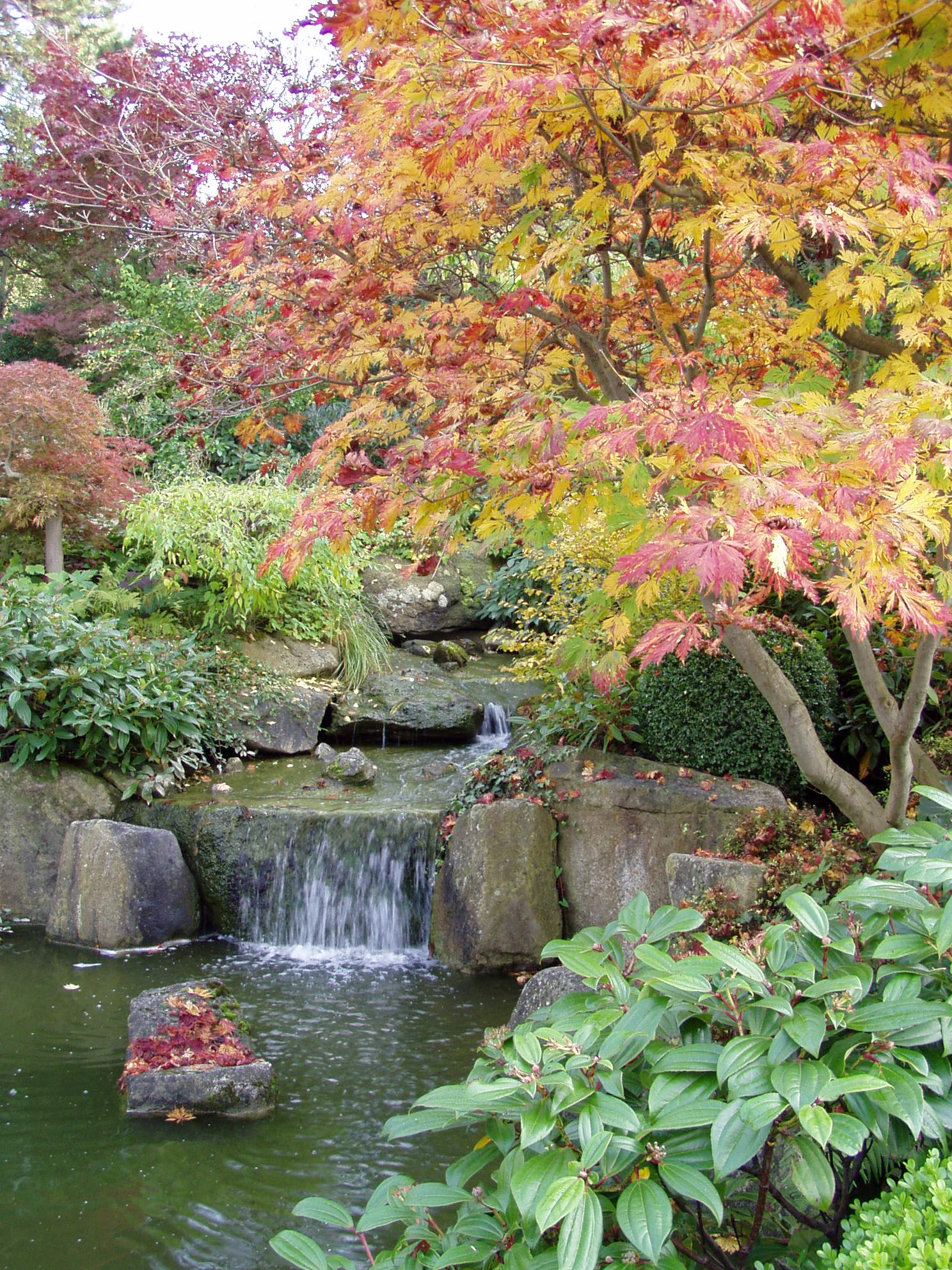
Japanischer Garten der Würzburger Partnerstadt Otsu, ehemaliges Gelände der Landesgartenschau
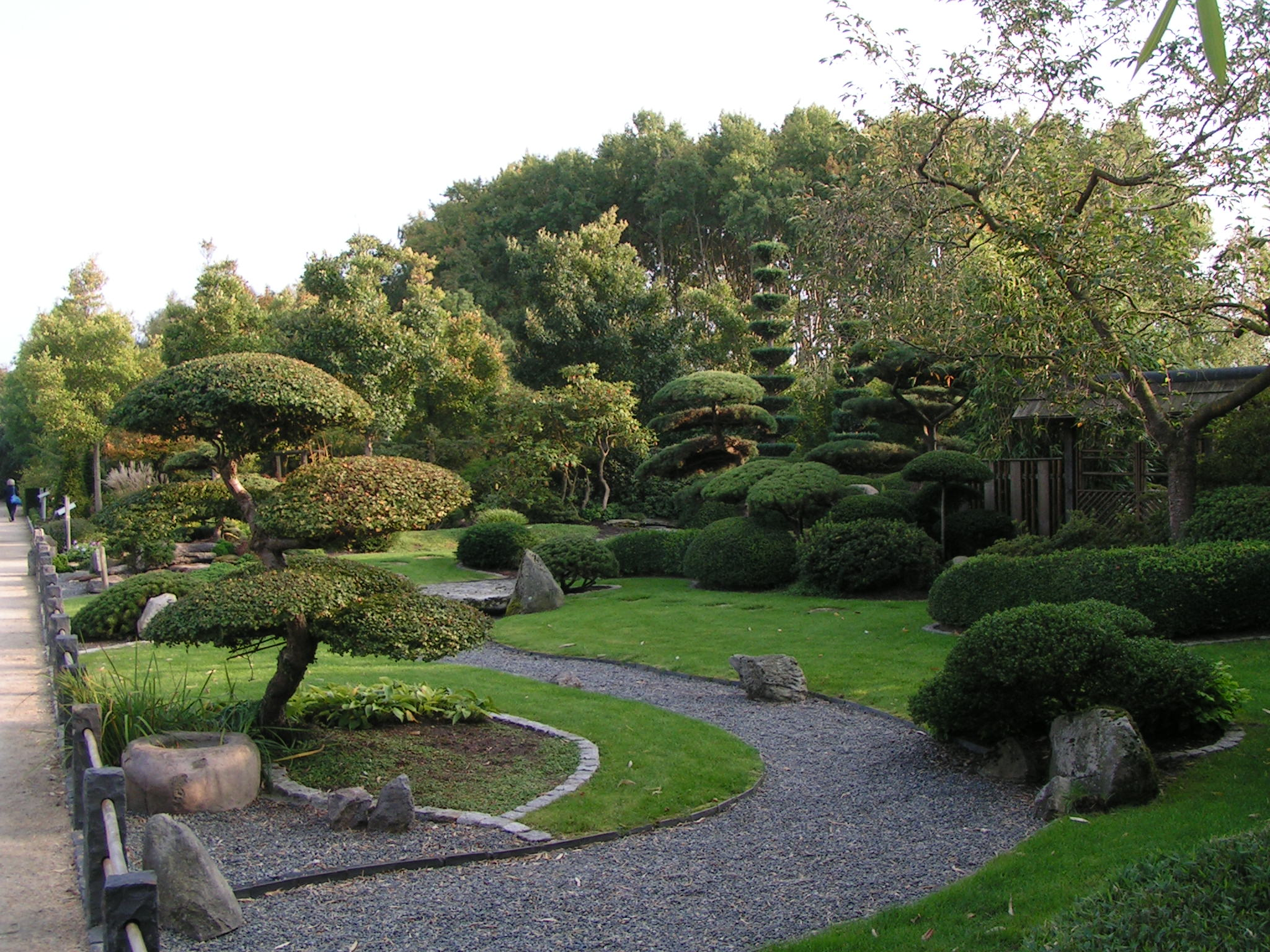
Japanischer Garten im „Park der Gärten“ bei Bad Zwischenahn
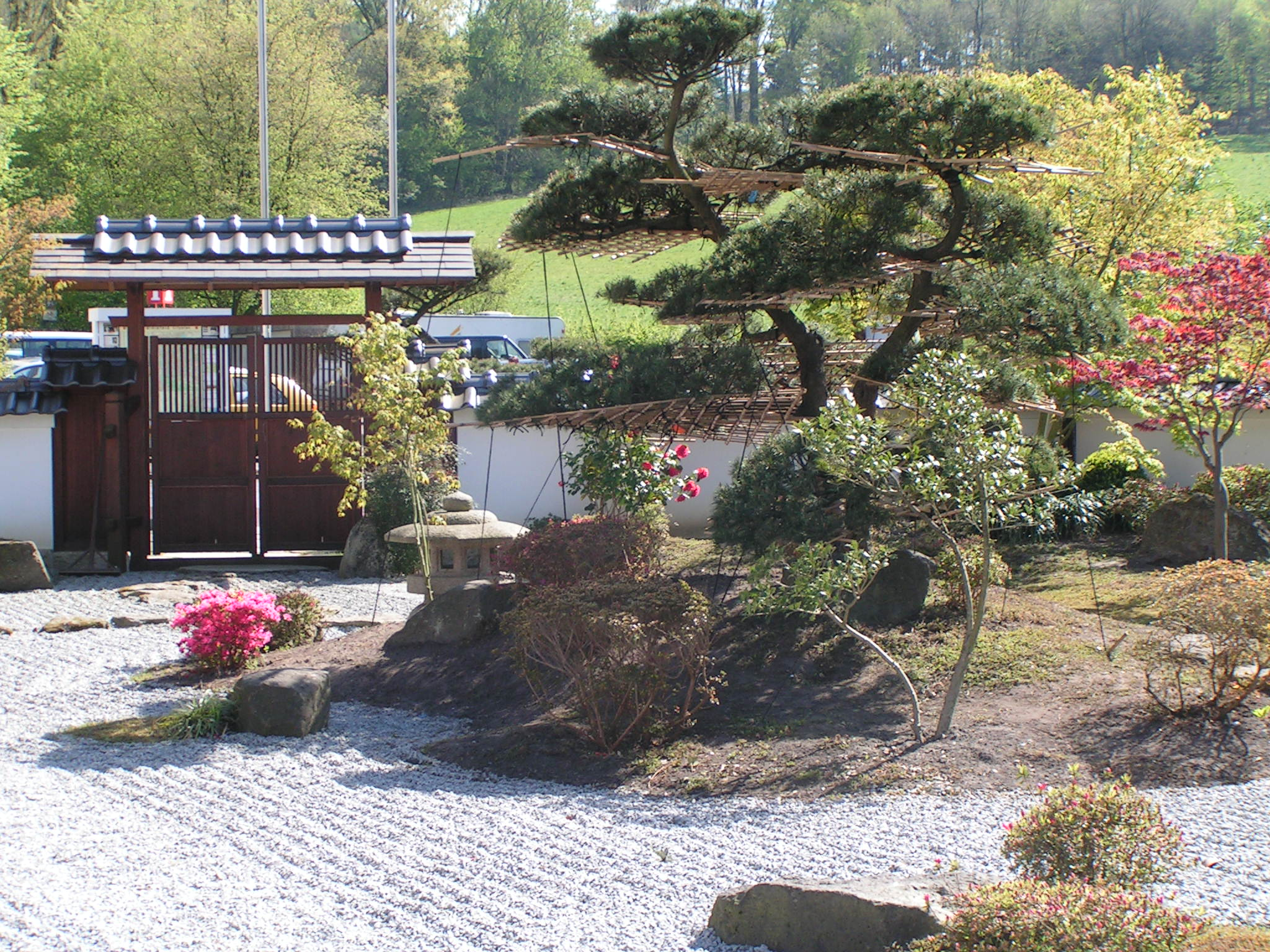
Japanischer Garten in Bielefeld
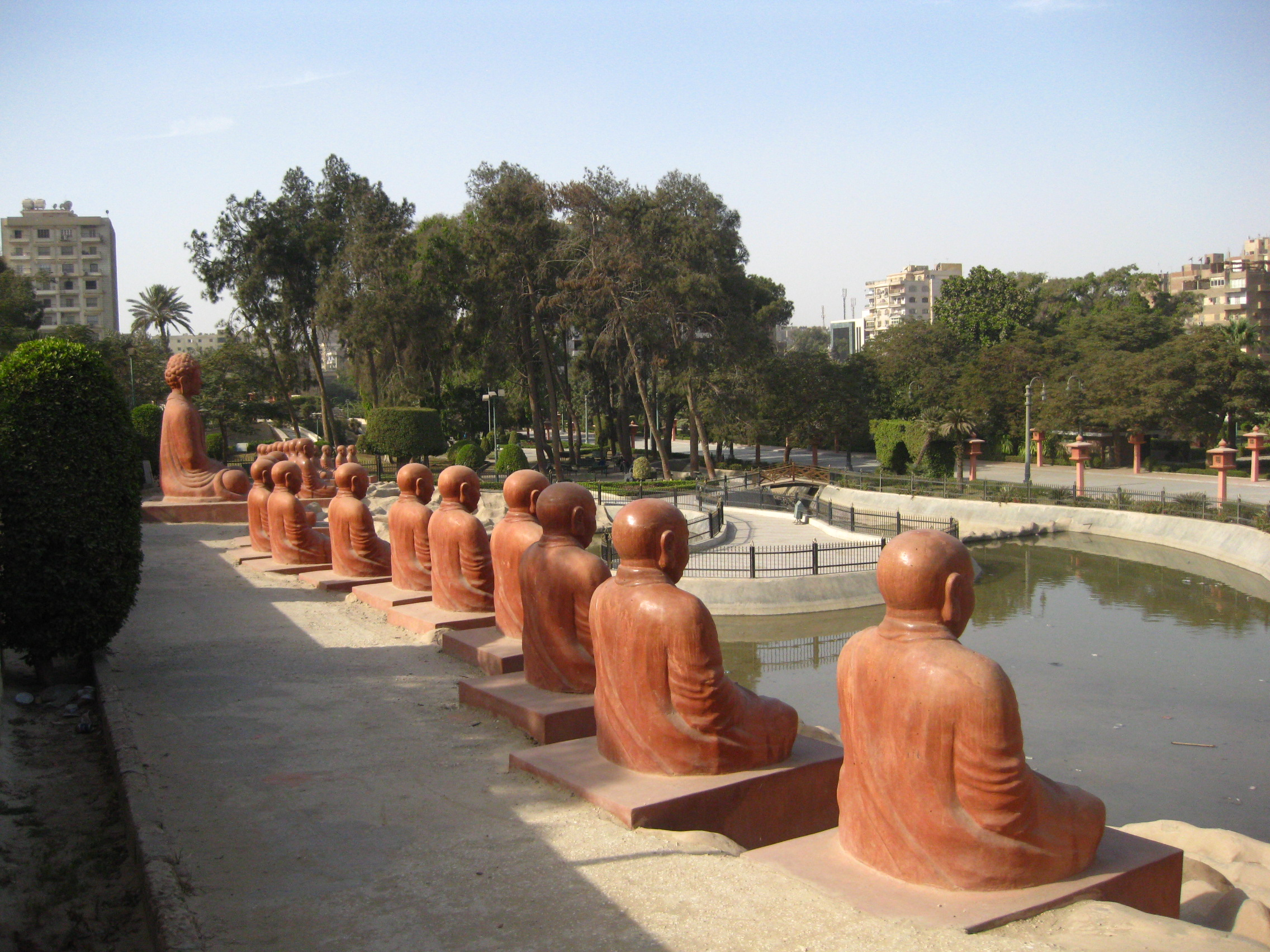
Japanischer Garten in Helwan, Ägypten
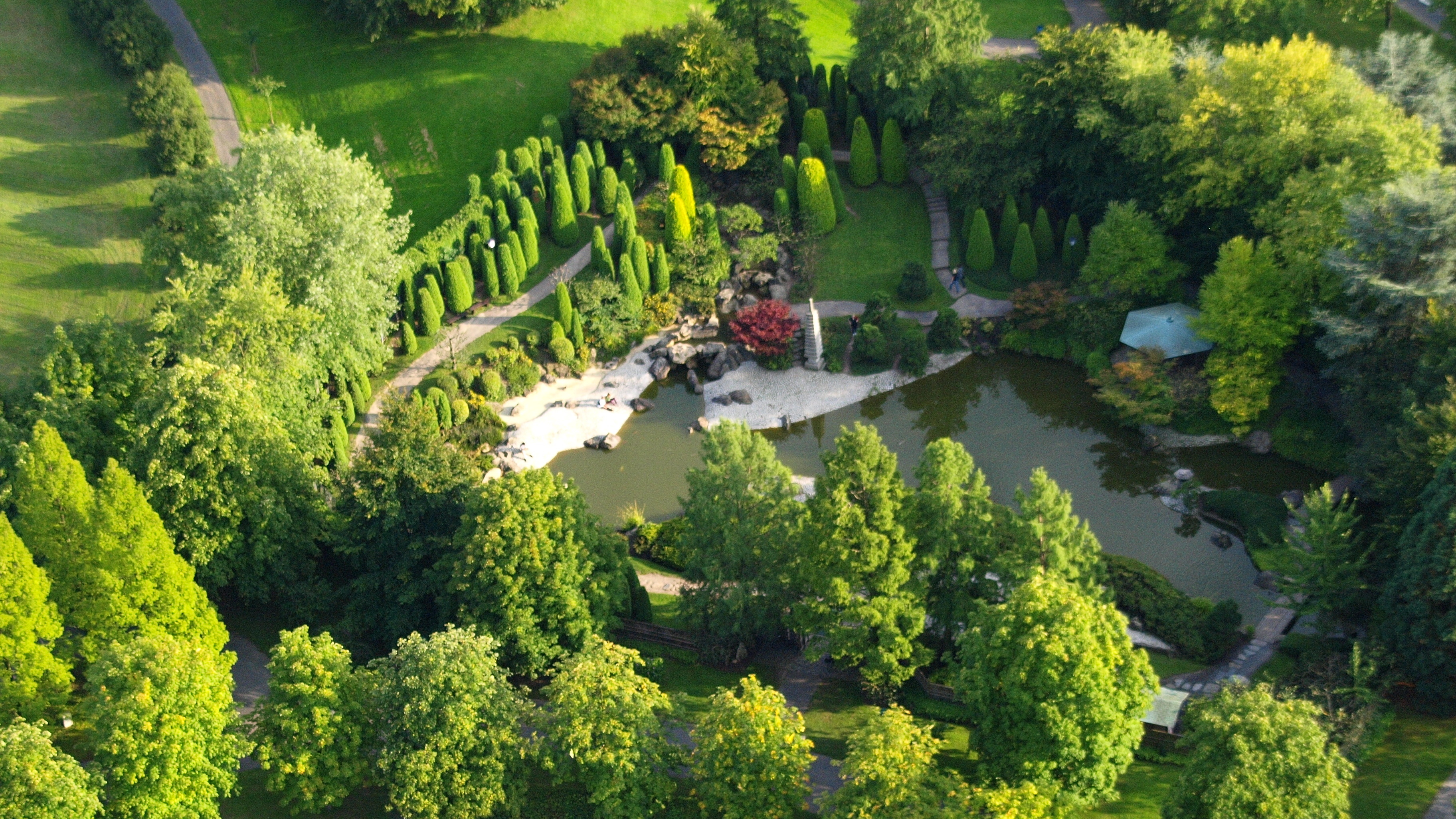
Bonn, Rheinaue, Japanischer Garten (Luftaufnahme)
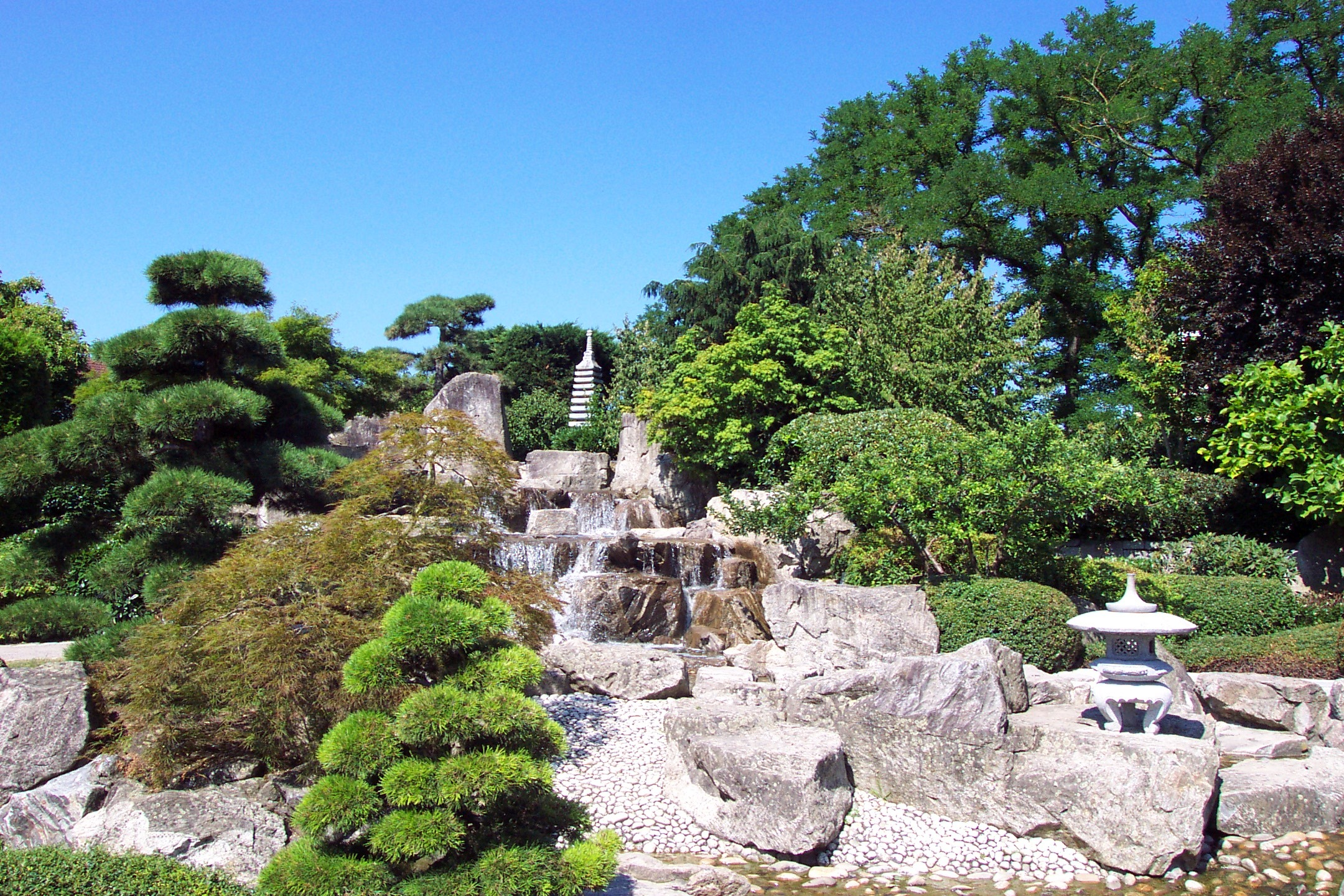
Freiburg im Breisgau, Seeparkgelände, Japanischer Garten

## Japanische Gärten in Deutschland
(Aufgeführt sind nur öffentlich zugängliche)
- Augsburg:
  - im Botanischen Garten (ehemaliges Landesgartenschaugelände)
  - Rudolf-Diesel-Gedächtnishain im Wittelsbacher Park
- Bad Langensalza: Kofuku no Niwa (Garten der Glückseligkeit)
- Bad Mergentheim: Japangarten im Kurpark
- Bad Zwischenahn: zwei japanische Gärten im Park der Gärten (Gelände der Niedersächsischen Landesgartenschau 2002)
- Berlin: Garten des zusammenfließenden Wassers in den Gärten der Welt
- Bielefeld: Deutsch-Japanische Gesellschaft Bielefeld e. V. in Koop. mit den von Bodelschwinghschen Stiftungen Bethel – am Ausbildungshotel Lindenhof (ein Kare-san-sui-Garten)
- Bietigheim-Bissingen, in Erinnerung an Erwin Bälz
- Bonn: Japanischer Garten
- Bonndorf im Schwarzwald: am Schlossgarten
- Bremen:
  - Übersee-Museum
  - Botanika und Bonsaigarten im Rhododendronpark
- Dortmund: Westfalenpark
- Dreetz (Brandenburg): Fliederweg
- Düsseldorf: Nordpark (Geschenk der Japanischen Gemeinde)
- Erfurt: Erfurter Gartenbauausstellung
- Ferch: Japanischer Bonsaigarten und Teehaus
- Freiburg im Breisgau: Gelände der Landesgartenschau am Flückigersee (Seepark)
- Furth im Wald: beim Tagungszentrum
- Hamburg: Planten un Blomen und Loki-Schmidt-Garten
- Hannover: Stadtpark
- Heinersreuth: Gelände der Firma Dendro
- Holzkirchen bei Würzburg: Meditationsgarten im Benediktushof
- Kaiserslautern: Japanischer Garten
- Karlsruhe: im Stadtgarten, angelegt 1913/14, mit einem Shintō-Schrein und einer Pagode aus Nagoya, erweitert zur Bundesgartenschau 1967[1]
- Köln: am Ostasiatischen Museum
- Köln/Leverkusen: Erholungspark des Bayerwerks, siehe Japanischer Garten (Leverkusen)
- Krefeld: Gelände der Firma Okuma Europe
- Leinefelde: Hahnstraße
- Liebenau: Japangarten um Schloss Eickhof[2]
- Ludwigsburg: Japan- und Bonsaigarten im „Blühenden Barock“
- Moers: Freizeitpark
- München: Westpark
- Schönebeck (Elbe): Betriebsgelände der Erdgaswerke Mittelsachsen[3]
- Stocksee: Garten der vier Jahreszeiten auf Gut Stockseehof
- Thürkow: Schloss Mitsuko
- Trier: ehemaliges Gelände der Landesgartenschau auf dem Petrisberg
- Wiesent bei Regensburg: japanischer Garten im Park des Nepal-Himalaya-Pavillon
- Wolfratshausen: Yuko Nihon Teien an der Loisachbrücke
- Wolfsburg: Innenhof des Kunstmuseums (Kare-san-sui-Garten)
- Würzburg: 近江の庭 (Ōmi no niwa) im ehemaligen Gelände der Landesgartenschau und Neu Ôtsu (nach der Partnerstadt Ōtsu) in der Nähe des „Alter Kranen“
- Zeitz: Schlosspark Moritzburg

## Japanische Gärten in Österreich
(Aufgeführt sind nur die öffentlich zugänglichen)
- Wien: im Schlosspark Schönbrunn
- Wien-Döbling: Setagayapark
- Wien-Oberlaa: Takasakipark im Kurpark Oberlaa
- Wien-Kagran: Franz-Karl-Effenberg-Asiagarten, Gelände der Berufsschule für Gartenbau und Floristik
- Wien-Alsergrund: im Hof 2 des Campus der Universität Wien
- Seeboden am Millstätter See (Kärnten): Bonsai Museum

## Japanische Gärten in der Schweiz
(Aufgeführt sind nur die öffentlich zugänglichen)
- Interlaken, Garten der Freundschaft

## Sonstige bedeutende Japanische Gärten
- Monaco: Jardin Japonais

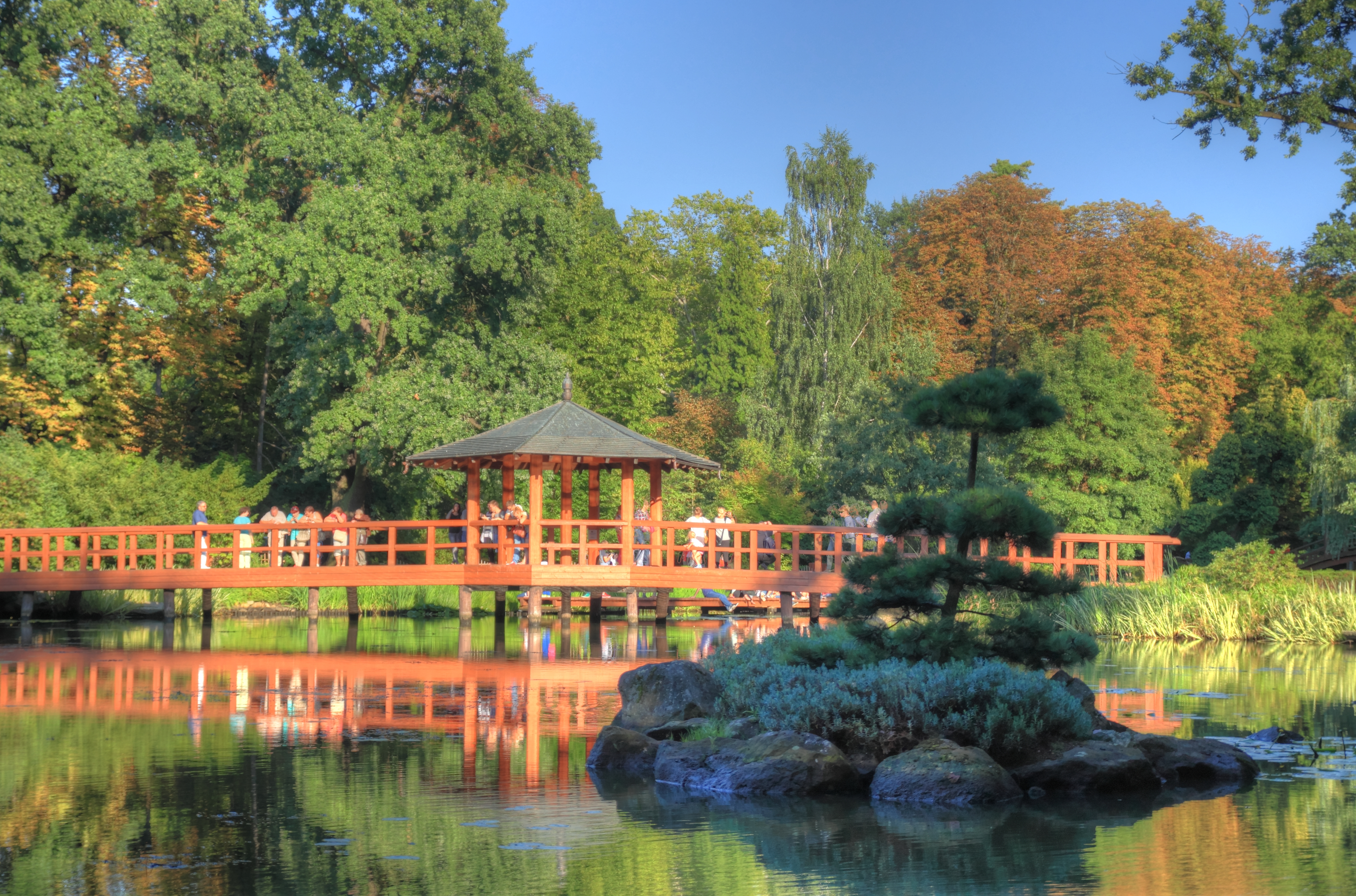
Japanischer Garten (Breslau)

- Hasselt (belgische Provinz Limburg): Japanse tuin
- Parc oriental de Maulévrier, größter Japangarten Frankreichs
- Singapur: Seiwaen, der größte japanische Garten außerhalb Japans (auf einer Insel im See Jurong, westlich von der Innenstadt Singapurs)
- Madeira Monte Palace Tropical Garden mit japanischen Garten- und Bauelementen und vielen Steinlaternen
- Helwan: Garten aus den 1920er Jahren, als Helwan noch Kurort war
- Buenos Aires: Japanischer Garten (Buenos Aires)
- Japanischer Garten (Breslau), Polen
- San Francisco (Kalifornien/USA): Japanese Tea Garden im Golden Gate Park[4]